# Bali tigris
A bali tigris (Panthera tigris balica) a ragadozók (Carnivora) rendjébe és a macskafélék (Felidae) családjába tartozó tigris (Panthera tigris) egy alfaja.

## Tudnivalók
A legkisebb testméretű alfaj volt. A nőstényének tömege 65–80 kg, a hímé 90–100 kg. A hím hossza 220–230 cm, a nőstényé 190–210 cm. Ez az alfaj halt ki a legkorábban: 1940 körül. Az utolsó példányt 1937-ben látták.